# الحزب الديمقراطي المسيحي (بوليفيا)
الحزب الديمقراطي المسيحي هو حزب سياسي في بوليفيا. تأسس الحزب في عام 1954. رئيس الحزب هو خورخي اغردا ولدرما.